# Marc Vipsani Agripa
Marc Vipsani Agripa (en llatí: Marcus Vipsanius Agrippa; Dalmàcia, 63 aC - Campània, 12 aC) va ser un militar i polític romà del segle i aC. Va col·laborar en l'ascens al poder d'August i es va casar amb la seva filla Júlia.

## Biografia
Era fill de Luci Vipsani, i descendia d'una família poc coneguda. A 20 anys va estudiar a Apol·lònia d'Il·líria, juntament amb el jove Octavi. A la mort de Juli Cèsar, el 44 aC, Agripa va aconsellar a Octavi d'anar corrent a Roma. Octavi el va prendre amb ell i li va encarregar de rebre el jurament de fidelitat de les legions que s'havien declarat a favor seu. L'any 43 aC li va encarregar de perseguir Gai Cassi Longí, un dels assassins de Juli Cèsar.

### Guerra de Perusa
L'any 41 aC va esclatar la guerra de Perusa entre Luci Antoni i Octavi. Agripa, que era pretor, va comandar part de les tropes d'Octavi i va assetjar Antoni a Perusa, ciutat que va ocupar el 40 aC. Al final del mateix any va entrar a Sipontum, que havia caigut abans en mans d'Antoni.
L'any 38 aC va obtenir una victòria a la Gàl·lia contra un grup de caps gals revoltats. També va entrar a Germània fins al país dels cats i va assentar els Ubis a l'esquerra del Rin. Seguidament va combatre els rebels d'Aquitània, tot sotmetent-los amb una victòria que va resultar important per consolidar el poder d'Octavi.

### Guerra de Sicília
L'any 37 aC Octavi li va confiar el comandament de l'exèrcit en la guerra contra Sext Pompeu Pius i li va oferir el triomf. Agripa el va rebutjar, però va acceptar el consolat amb què Octavi el promogué el 37 aC. Com a cònsol li va ser encarregada la construcció d'una flota que es pogués oposar al domini marítim de Sext Pompeu. Al llac de Lucrina, prop de Baies, va edificar Portus Julius en honor d'Octavi (que formava part de la gens Júlia), va construir naus i també va instruir els mariners. L'any 36 aC Agripa va derrotar Sext Pompeu a la batalla de Miles i després a Nàuloc, a la costa de Sicília. Amb aquesta darrera victòria va acabar amb la supremacia naval de Sext Pompeu. Li va ser concedida una corona naval pel seu triomf (no se sap si aquesta corona va ser la primera a concedir-se o abans Pompeu el Gran ja n'havia concedit una a M. Var.).

### Il·líria
L'any 35 aC Agripa va rebre el comandament de la província d'Il·líria i el 34 aC va estar sota les ordres d'Octavi quan va anar a la regió.

### Retorn a Roma
L'any 33 aC va tornar a Roma. Mentre era edil va gastar una gran quantitat de diners en obres públiques. Va restaurar els aqüeductes Aqua Appia, Aqua Màrcia i Anià, i en va fer un de nou, de 8 km de llarg, de Tepula a Roma, al qual va donar el nom de Aqua Julia. També va fer un gran nombre de treballs menors, molt útils per portar i distribuir l'aigua a la capital. Va fer netejar la cloaca maxima de Tarquini Prisc i va adornar la ciutat amb estàtues dels artistes més importants de Roma. Quan va exercir de cònsol per tercera vegada l'any 27 aC, va fer construir el Panteó (on hi la inscripció "M. Agrippa L. F. Cos. Tertium fecit")

### Tercera guerra civil romana
Quan va esclatar la guerra entre Octavi i Marc Antoni, Agripa va ser nomenat comandant en cap de la flota, l'any 32 aC i va ocupar Metone al Peloponnès, a més de Leucas, Patres i Corint. L'any 31 aC va ser decisiu per a la victòria del seu bàndol a la batalla d'Àccium. L'any següent va retornar a Roma i Octavi, ara August, li va concedir un "vexillum caeruleum" o bandera de color verd mar.

### Segon i tercer consolat
L'any 28 aC quan era cònsol per segona vegada es va casar amb Marcel·la, neboda d'August i filla de sa germana Octàvia. Abans havia estat casat amb Pompònia, la filla de Tit Pomponi Àtic, que no se sap si s'havia mort o se n'havia divorciat. El 27 aC, per tercera vegada, tornà a ser nomenat cònsol. L'any 25 aC va acompanyar August a la guerra contra els càntabres. Sembla que hi va haver algun enfrontament entre Agripa i el seu cunyat, Marcel, nebot d'August i el seu presumpte successor. Per evitar l'enfrontament, l'emperador va enviar Agripa a Síria com a procònsol. No obstant això, havent deixat Roma, Agripa es va aturar a Mitilene, a l'illa de Lesbos, i va enviar el seu legat a Síria. L'any 23 aC va morir Marcel i August va permetre ràpidament la tornada del seu amic.
L'any 21 aC hi va haver conflictes en l'elecció dels cònsols. Aquest mateix any, August li va demanar que es divorciés de Marcel·la per acollir-lo a la seva família. Li va concedir la mà de Júlia, viuda de Marcel, i filla d'August i la seva tercera muller, Escribònia.

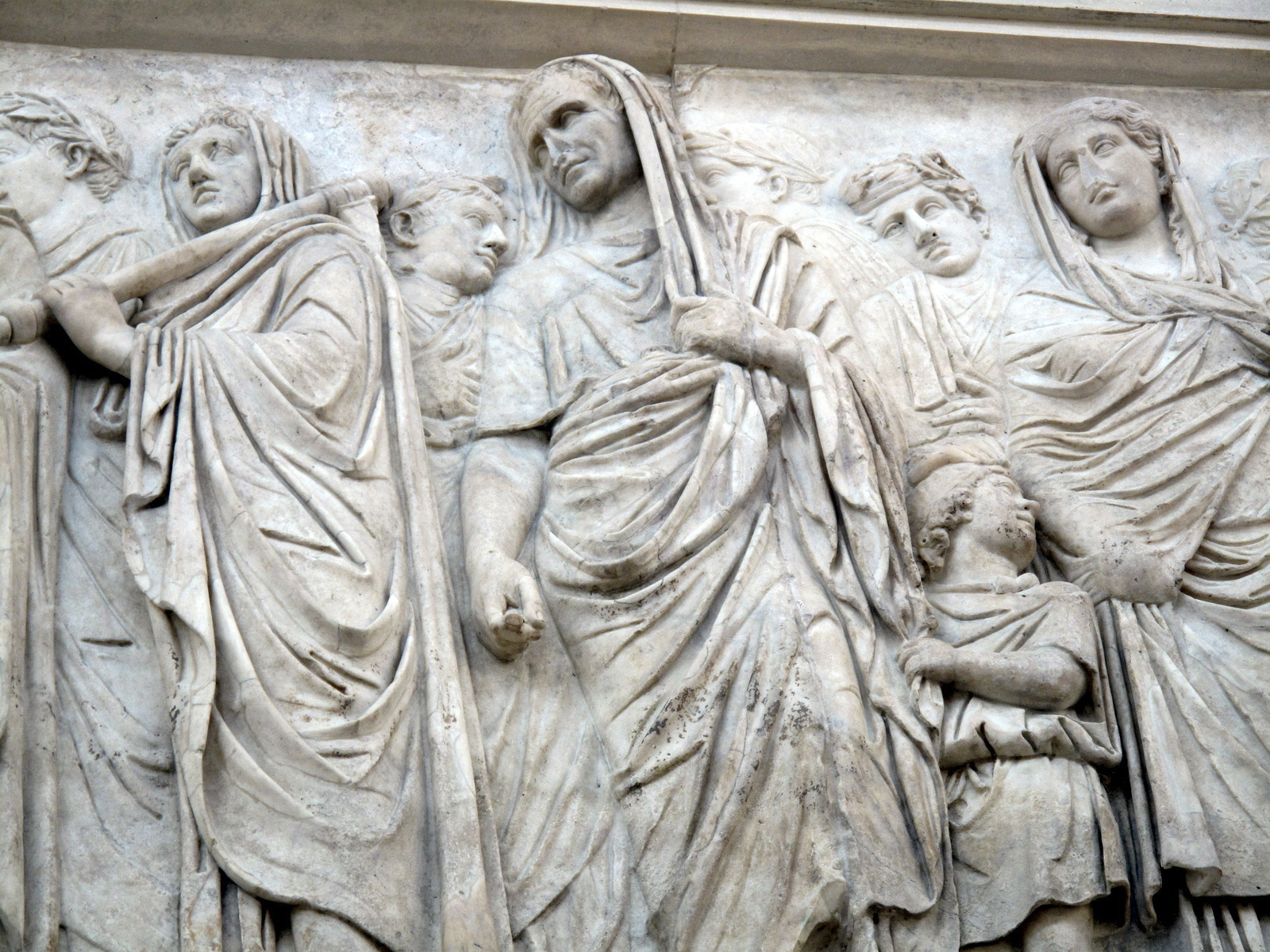
Agripa representat a l'Ara Pacis de la ciutat de Roma

L'any 19 aC Agripa va tornar com a governador a la Gàl·lia i va pacificar una revolta local. Va fer construir carreteres (la via Agripa) i l'aqüeducte de Nimes. Després va seguir fins a Hispània, on va sotmetre els càntabres després d'una ferotge lluita, però no va acceptar el triomf que una vegada més August li va oferir. L'any 18 aC va ser elegit tribú per cinc anys juntament amb August. El 17 aC August va adoptar els seus dos fills, Gai i Luci. Al final de l'any, Agripa va acceptar la invitació d'Herodes i va anar a Jerusalem. A la regió va fundar la colònia militar de Beritos (Beirut) i seguidament va anar al Pont, l'any 16 aC, des d'on va creuar cap al Regne del Bòsfor, on va imposar com a rei a Polemó I (15 aC), i va fer tornar les àguiles romanes que havien estat preses pels parts a la batalla de Carres.
Va tornar a la capital de l'imperi passant per Jònia, on va quedar-se un temps i des d'on va donar privilegis als jueus l'any 14 aC. El 13 aC va arribar a Roma, on el càrrec de tribú li va ser prorrogat per cinc anys. Seguidament va anar a Panònia, on va imposar la tranquil·litat i el 12 aC va tornar a Roma. Es va retirar a Campània, on va morir inesperadament el març de l'any 12 aC, a l'edat de 51 anys. El seu cos va ser portat a Roma i enterrat al mausoleu d'August, que va pronunciar personalment l'oració fúnebre.
Agripa va tenir amb la seva primera dona, Pompònia Àtica, una filla de nom Vipsània Agripina, que va ser la dona del futur emperador Tiberi. Amb la segona dona, Marcel·la, va tenir alguns fills dels quals no se sap res. I amb Júlia va tenir cinc fills: Júlia, casada amb Luci Emili Paulus. Agripina (Agripina I o Major), casada amb Germànic, Gai, Luci i Pòstum Agripa.